# Gašper Kralj
Gašper Kralj (* 1974 in Ljubljana, SFRJ) ist ein slowenischer Schriftsteller, Übersetzer und Sozialanthropologe.

## Leben und Werk
Kralj promovierte 2006 an der Privatuniversität Institutum Studiorum Humanitatis in Ljubljana mit einer Dissertation zu Aufständen und Gewalt in Guatemala. 2016 veröffentlichte er mit Rok trajanja (2016, dt. Übersetzung Ablaufdatum, 2023) seinen ersten Roman, der sich um die Arbeit des Protagonisten in der Palliativmedizin dreht. Mit diesem Roman schaffte er es ins Finale des Kresnik-Preises und war für den Preis für das beste literarische Debüt nominiert. 2020 erschien sein zweiter Roman Škrbine (2020, dt. Übersetzung Splitter eines Lebens, 2023), in dem der Protagonist die Geschichte seiner Großmutter zu rekonstruieren versucht, was sich zu einem gemeinsamen Schreibprojekt mit einer spanischen Architektin entwickelt. Für Škrbine erhielt Kralj den Cankar-Preis und war erneut Finalist des Kresnik-Preises.
Kralj ist neben seiner eigenen schriftstellerischen Tätigkeit auch als Übersetzer spanischer Literatur ins Slowenische tätig.

## Publikationen

### Romane
- Rok trajanja. Ljubljana: Založba /*cf, 2016.
  - dt. Übersetzung: Ablaufdatum. Übersetzt von Alexander Rath. Ljubljana: Društvo slovenskih pisateljev, 2023. [Litterae slovenicae = 157]
- Škrbine. Ljubljana: Založba /*cf, 2020.
  - dt. Übersetzung: Splitter eines Lebens. Übersetzt von Felix Mayer und Jernej Biščak. Halle (Saale): Mitteldeutscher Verlag, 2023.

### Übersetzungen (Auswahl)
- Ernesto Sabato: Upor. (La resistencia) Ljubljana: Kud France Prešeren, 2011. Mit Tina Malič.
- Eduardo Galeano: Narobe. (Patas arriba) Ljubljana: Sanje, 2011. Mit Tina Malič.
- Javier Cercas: Vojaki Salamine. (Soldados de Salamina) Ljubljana: Založba /*cf, 2013. Mit Tina Malič.
- Eduardo Galeano: Otroci dni. (Los hijos de los días) Ljubljana: Sanje, 2014. Mit Tina Malič.
- Carlos González Villa: Nova država za nov svetovni red, Mednarodni vidiki osamosvojitve Slovenije. (Un nuevo estado para un nuevo orden mundial) Ljubljana: Založba /*cf, 2017.